# Défendre Jacob
Production
Diffusion
Défendre Jacob (Defending Jacob) est une mini-série télévisée américaine en 8 épisodes de 45 minutes, créée par Mark Bomback et diffusée du 24 avril au 29 mai 2020 sur Apple TV+. Il s'agit de l'adaptation du roman homonyme de William Landay, publié en 2012.
La série dramatique, mettant en vedette Chris Evans, Michelle Dockery, Jaeden Martell, aux côtés de Cherry Jones, Pablo Schreiber, Betty Gabriel et Sakina Jaffrey, se déroule autour d'un crime choquant qui secoue une petite ville du Massachusetts, suivant un procureur adjoint qui se trouve déchiré entre son devoir de faire respecter la justice et son amour inconditionnel pour son fils.
En France, elle est également diffusée sur TF1, sous le titre L'Affaire Jacob Barber, entre le 6 mars et le 13 mars 2024.

## Synopsis
Andy et Laurie Barber vivent une vie tranquille à Newton, une ville paisible et bourgeoise du comté de Middlesex dans le Massachusetts. Andy est assistant du procureur alors que Laurie s'occupe d'une école pour enfants maltraités. Leur fils unique Jacob, âgé de 14 ans, est scolarisé à Newton. Un jour, le corps de Ben Rifkin — un camarade de classe de Jacob — est retrouvé dans le parc menant au collège. L'enquête est confiée à Andy et à l'inspectrice Pam Duffy. Ils interrogent les élèves pour tenter d'en savoir plus mais ils n'ont aucune piste. Alors qu'un ancien délinquant sexuel est repéré en ville, des messages d'élèves sur Internet accusent Jacob, qui avait été vu avec un couteau peu avant le meurtre. Tout va s'accélérer quand une empreinte de Jacob est retrouvée sur le sweat-shirt de Ben. Déchargé de l'affaire, Andy va tout faire pour l'innocenter.

## Distribution

### Acteurs principaux
- Chris Evans (VF : Alexandre Gillet) : Andy Barber
- Michelle Dockery (VF : Ingrid Donnadieu) : Laurie Barber
- Jaeden Martell (VF : Tom Trouffier) : Jacob Barber
- Cherry Jones (VF : Françoise Vallon) : Joanna Klein
- Pablo Schreiber (VF : Thomas Roditi) : Neal Logiudice
- Betty Gabriel (VF : Géraldine Asselin) : Pam Duffy
- Sakina Jaffrey (VF : Nathalie Karsenti) : Lynn Canavan
- J. K. Simmons (VF : Jean Barney) : Billy Barber

### Acteurs récurrents
- Christopher Buckner : Billy Barber, jeune
- Poorna Jagannathan : Dr Elizabeth Vogel
- Jake Picking (en) : Jake
- William Xifaras : Père O'Leary
- Daryl Edwards (VF : Frantz Confiac) : le juge French

## Production

### Développement
Mi-septembre 2018, Apple commande la série de huit épisodes, adaptée du roman Defending Jacob de William Landay, édité en 2012. Elle est créée par Mark Bomback qui est également scénariste et producteur exécutif aux côtés de l'acteur Chris Evans, Morten Tyldum, Rosalie Swedlin et Adam Shulman. Morten Tyldum en est le réalisateur, accompagné des productions de Paramount Television et Anonymous Content,.

### Attribution des rôles
Mi-septembre 2018, Chris Evans s'est vu confier le rôle principal,. Mi-mars 2019, Michelle Dockery et Jaeden Martell se joignent à l'équipe. Début avril, Cherry Jones, Pablo Schreiber, Betty Gabriel et Sakina Jaffrey se joignent également à l'équipe. Fin mars 2020, J. K. Simmons fait partie de la distribution, suivant sa présence dans la bande annonce de la série.

### Tournage
Le tournage commence en avril 2019 à Newton, au Massachusetts — où se déroule l'histoire du roman signé William Landay, pour le parc de Cold Spring, le village of Newton Highlands (en) et le Campus Mount Ida d'UMass Amherst (en). Il a également lieu à Belmont, Salem, le 15 juin 2019, à Walpole, le 17 juin, pour le carrefour de MCI Cedar et à Lowell, le 19 juin, pour le centre Tsongas de l'université du Massachusetts. Il continue à Medford, le 21 juin, pour le bord du fleuve. Le 28 juin, le tournage se poursuit à Worcester, et, le 8 juillet, à Watertown pour servir de la facade du vieux poste de police en celui de Newton dans la série, et le lendemain, le restaurant Town Diner (en). Le 18 juillet, il se poursuit à Leominster pour la pizzeria C&M Pizza. Les scènes du quartier sont filmées à Needham, et celles de Mexique sont filmées dans l'État de Nayarit. les prises de vues s'achèvent le 9 août.

### Fiche technique
Sauf indication contraire, les informations mentionnées dans cette section peuvent être confirmées par la base de données cinématographiques IMDb,  présente dans la section « Liens externes ».
- Titre original : Defending Jacob
- Titre français : Défendre Jacob (2020) ou L'Affaire Jacob Barber (2024, TF1)
- Création : Mark Bomback
- Réalisation : Morten Tyldum
- Scénario : Mark Bomback, d'après le roman du même nom de William Landay
- Musique : Atli Örvarsson
- Musique générique : Ólafur Arnalds (générique début)
- Direction artistique : Gina B. Cranham et Bryan Felty
- Décors : Patti Podesta
- Costumes : Johanna Argan
- Photographie : Jonathan Freeman (en) et Pål Ulvik Rokseth
- Montage : Tanya M. Swerling et Tom Wilson
- Casting : Lisa Lobel, Angela Peri et Meredith Tucker
- Production : John Fedynich et Lisa C. Satriano
- Production exécutive : Mark Bomback, Chris Evans, Adam Shulman, Rosalie Swedlin et Morten Tyldum
- Coproduction : Amanda Lencioni Barnett
- Sociétés de production : Anonymous Content et Paramount Television Studios
- Sociétés de distribution : Apple
- Pays de production :  États-Unis
- Langue originale : anglais
- Format : couleur - 2,00:1 - son Stereo
- Genre : drame policier
- Nombre de saisons : 1
- Nombre d'épisodes : 8
- Durée : 45-65 minutes
- Dates de sortie :
  - Monde : 24 avril 2020 sur Apple TV+
  - France : 6 mars 2024 sur TF1

## Épisodes
1. Pilote (Pilot)
2. Tout est tranquille (Everything Is Cool)
3. Impassibles (Poker Face)
4. Limiter les dégâts (Damage Control)
5. Visiteurs (Visitors)
6. Chimères (Wishful Thinking)
7. Job (Job)
8. L'Après (After)

## Accueil

### Diffusion

#### En France
En France, la série est diffusée pour la première fois sur la plateforme Apple TV en diffusion simultanée avec les autres pays. Elle est, par la suite, diffusée à la télévision les mercredis vers 21 h 10 sur TF1, les 6 et 13 mars 2024.
| Épisode | Diffusion             | Diffusion     | Audience moyenne          | Audience moyenne                       | Audience moyenne         | Audience moyenne | Réf.   |
| Épisode | Jour                  | Horaire       | Nombre de téléspectateurs | Part de marché (sur les 4 ans et plus) | Part de marché (FRDA-50) | Classement       | Réf.   |
| ------- | --------------------- | ------------- | ------------------------- | -------------------------------------- | ------------------------ | ---------------- | ------ |
| 1       | Mercredi 6 mars 2024  | 21:10 - 22:00 | 2 830 000                 | 14,4 %                                 | 18,3 %                   | 2e               | [ 13 ] |
| 2       | Mercredi 6 mars 2024  | 22:00 - 22:55 | 2 110 000                 | 13 %                                   | 15,4 %                   | 2e               | [ 13 ] |
| 3       | Mercredi 6 mars 2024  | 22:55 - 23:45 | 1 520 000                 | 17,3 %                                 | 16,4 %                   | 1er              | [ 13 ] |
| 4       | Mercredi 13 mars 2024 | 21:10 - 22:05 | 1 740 000                 | 8,7 %                                  | 12,7 %                   | 4e               | [ 14 ] |
| 5       | Mercredi 13 mars 2024 | 22:05 - 22:55 | 1 380 000                 | 8,5 %                                  | 12,7 %                   | 4e               | [ 14 ] |
| 6       | Mercredi 13 mars 2024 | 22:55 - 23:45 | 1 020 000                 | 11,5 %                                 | NC                       | 4e               | [ 14 ] |
| 7       | Mercredi 13 mars 2024 | 23:45 - 00:40 | 715 000                   | 17 %                                   | NC                       | NC               | [ 14 ] |
| 8       | Mercredi 13 mars 2024 | 00:40 - 01:40 | 561 000                   | 24,7 %                                 | NC                       | NC               | [ 14 ] |

- Les plus hauts chiffres d'audience
- Les plus bas chiffres d'audience

### Critiques
La série est dans l'ensemble bien accueillie avec de bonnes critiques.
De plus, selon plusieurs estimations de sites, et d'analystes, elle ferait même partie des plus vues de la plateforme,, il pourrait même s'agir de la seconde série la plus regardée après The Morning Show, la série phare d'Apple TV+, à la mi-2020.

## Nominations
- Primetime Creative Arts Emmy Awards 2020[18] :
  - Meilleure photographie pour une mini-série ou un film Défendre Jacob
  - Meilleure musique de générique Ólafur Arnalds